# Gry Möger Poulsen
Gry Möger Poulsen (født oktober 1988) er tidligere landsformand for SF Ungdom og tidligere formand for Danske Gymnasieelevers Sammenslutning. Tidligere har Gry også været formand for DGS-Storkøbenhavn.
Gry er student fra Rysensteen Gymnasium, har en BA i International Erhvervsøkonomi og Politik fra Copenhagen Business School og har læst på Metropolitan University i London.
Som 23-årig vandt Gry Möger Poulsen DM i debat i 2012, hvor hun også fik tilnavnet 'en socialistisk damptromle', grundet sine politiske holdninger og overbevisende debatkundskaber.
På politiken.dk og på ekstrabladet.dk blogger hun om de store emner, finanskrisen har bragt med sig: økonomiske udfordringer, ungdomsarbejdsløshed, fremtidens arbejdsmarked, social og økonomisk retfærdighed, ungdommens fremtidsudsigter og magthavernes ansvar.
Hun er datter af administrerende direktør for PensionDanmark Torben Möger Pedersen og Janne Gry Poulsen og søster til Thor Möger Pedersen, Stine Bengtsson og Nina Möger Bengtsson. 
24. april 2013 meldte Gry Möger Poulsen sig ud af SF og ind hos Socialdemokraterne.